# Carla Antonopoulos
Pour les articles homonymes, voir Antonopoulos.
Carla Antonopoulos, née le 13 mars 2001, est une nageuse sud-africaine.

## Carrière
Aux Jeux africains de 2019 à Casablanca, Carla Antonopoulos remporte deux médailles d'or, sur les relais 4 x 200 mètres nage libre, 4 x 100 mètres nage libre mixte mixte ainsi qu'une médaille de bronze sur 1 500 mètres nage libre.